# هانس إيبرل
هانس إيبرل (بالألمانية: Hans Eberle)‏ هو لاعب كرة قدم ألماني، ولد في 28 سبتمبر 1925 في أولم في ألمانيا، وتوفي في 2 أبريل 1998. لعب مع شتوتغارت كيكرز.

## وصلات خارجية
- هانس إيبرل على موقع أوليمبيديا (الإنجليزية)